# Salacia agasthiamalana
Salacia agasthiamalana är en benvedsväxtart som beskrevs av Udayan, Yohannan och Pradeep. Salacia agasthiamalana ingår i släktet Salacia och familjen Celastraceae. Inga underarter finns listade.